# Carmen Deseda
Carmen C. Deseda es una pediatra puertorriqueña. Es oficial médico y comandante del Cuerpo Comisionado del Servicio de Salud Pública de los Estados Unidos. Deseda sirvió dos mandatos como epidemióloga estatal en el Departamento de Salud de Puerto Rico, primero de 1994 a 2001, y más tarde de enero de 2017 a marzo de 2020.

## Educación
En 1976, Deseda se licenció en Biología, magna cum laude, en la Universidad de Puerto Rico. En 1979 se doctoró en medicina por la Universidad Central del Caribe (UCC). En 1980, en la Universidad de California, Los Ángeles, Deseda estudió enfermedades infecciosas pediátricas con James Cherry y parasitología con Marietta Vogue. En 1980, realizó un curso médico en epidemiología en la división de parásitos en el Servicio de Inteligencia Epidémica. Deseda completó una residencia de pediatría en el Hospital Infantil de St. Louis en 1981. De 1982 a 1983, fue residente pediátrica en el Hospital de la Ciudad de San Juan.

## Carrera
Deseda fue instructora clínica pediátrica en la sala de emergencias del Hospital de la Ciudad de San Juan desde 1985 hasta 1986 y en el departamento de pediatría de la Universidad Central del Caribe (UCC), Hospital Regional Bayamon desde 1986 hasta 1987. Entre 1987 y 1989, ocupó puestos docentes en el  Hospital Comunitario Presbiteriano de Ashford, entre ellos el de coordinadora de la primera reunión anual del profesorado y presidenta del programa de formación médica continua. De 1991 a 1993, Deseda fue epidemióloga médica en la rama de hepatitis del Servicio de Inteligencia Epidémica en los Centros para el control y la prevención de enfermedades (CDC). De 1993 a 1994, fue epidemióloga médica y directora del programa de erradicación del sarampión de la campaña de vacunación masiva en los CDC. De 1994 a 2001, Deseda fue profesora asociada de pediatría en la UCC.
En 1994, Deseda ingresó en el Cuerpo Comisionado del Servicio de Salud Pública de Estados Unidos como oficial médico. Es comandante cirujana.
Deseda mantuvo una consulta privada de pediatría en Hato Rey de 1985 hasta 1990. Fue directora del Programa Piloto de Hepatitis B Neonatal con Ramón Ruiz Arnau en el Hospital Universitario de Bayamón, Puerto Rico. Desde 2001, es codirectora de la Clínica de Medicina del Viajero del Caribe en Hato Rey. Es consultora de la Cruz Roja Americana de Puerto Rico desde 2002.
Deseda es miembro de la Sociedad Internacional de Medicina de Viajes y sirvió como presidenta de la Sociedad Latinoamericana de Enfermedades Infecciosas Pediátricas (SLIPE).

### Epidemióloga estatal
Desde 1994 hasta 2001, Deseda fue epidemióloga estatal en el Departamento de Salud de Puerto Rico. Fue nombrada para este cargo por el Gobernador Pedro Rosselló.
En enero de 2017, el gobernador Ricardo Rosselló nombró nuevamente a Deseda como epidemióloga estatal en el Departamento de Salud de Puerto Rico.
El 19 de marzo de 2020, periodistas del Centro de Periodismo Investigativo (CPI) de Puerto Rico afirmaron que Deseda, que se había vuelto más visible en la prensa desde la renuncia del Secretario de Salud de Puerto Rico, Rafael Rodríguez Mercado, no tenía las credenciales para ser un epidemiólogo estatal. En respuesta, la Gobernadora Wanda Vázquez Garced declaró que se trataba de un enfoque de equipo y que apoyaba a Deseda en su función. El mismo día, un grupo de científicos puertorriqueños hacía circular un documento en el que pedían la dimisión de Deseda afirmando que había demostrado falta de competencia en el pasado y que no estaba a la altura de la tarea de hacer frente a la Pandemia de COVID-19 en Puerto Rico. A finales de marzo de 2020, Deseda anunció su dimisión.Declaró que había faltado a conferencias de prensa anteriores relacionadas con COVID-19 debido a problemas médicos familiares. Su relación con la Secretaria de Salud interina, Concepción Quiñones de Longo, no era tan sólida como con Rodríguez Mercado.